# 法屬玻里尼西亞主席
法屬玻里尼西亞主席（法語：Président de la Polynésie française）是法屬玻里尼西亞的政府首長。因為法屬玻里尼西亞是法國的一個境外領（pays d'outre-mer），國家元首由法國總統擔任。
| 姓名（法文）                                | 就任日期               | 卸任日期               | 政黨                       |
| 法屬波利尼西亞政府主席                      | 法屬波利尼西亞政府主席 | 法屬波利尼西亞政府主席 | 法屬波利尼西亞政府主席     |
| ------------------------------------------- | ---------------------- | ---------------------- | -------------------------- |
| 加斯东·弗洛斯 （Gaston Flosse）             | 1984年9月14日          | 1987年2月12日          | 人民陣線                   |
| 雅克·泰维拉 （Jacques Teuira）              | 1987年2月12日          | 1987年12月9日          | 人民陣線                   |
| 亚历山大·列昂季耶夫 （Alexandre Léontieff） | 1987年12月9日          | 1991年4月4日           | 光                         |
| 加斯东·弗洛斯 （Gaston Flosse）             | 1991年4月4日           | 2004年2月27日          | 人民陣線                   |
| 法屬波利尼西亞主席                          |                        |                        |                            |
| 加斯东·弗洛斯 （Gaston Flosse）             | 2004年2月27日          | 2004年6月14日          | 人民陣線                   |
| 奧斯卡·特馬魯 （Oscar Temaru）              | 2004年6月14日          | 2004年10月23日         | 人民公僕                   |
| 加斯东·弗洛斯 （Gaston Flosse）             | 2004年10月23日         | 2005年3月3日           | 人民陣線                   |
| 奧斯卡·特馬魯 （Oscar Temaru）              | 2005年3月3日           | 2006年12月26日         | 人民公僕                   |
| 加斯东·童桑 （Gaston Tong Sang）            | 2006年12月26日         | 2007年9月13日          | 人民陣線                   |
| 奧斯卡·特馬魯 （Oscar Temaru）              | 2007年9月13日          | 2008年2月23日          | 人民公僕                   |
| 加斯东·弗洛斯 （Gaston Flosse）             | 2008年2月23日          | 2008年4月15日          | 人民陣線                   |
| 加斯东·童桑 （Gaston Tong Sang）            | 2008年4月15日          | 2009年2月12日          | 玻里尼西亞，我們大家的家園 |
| 奧斯卡·特馬魯 （Oscar Temaru）              | 2009年2月12日          | 2009年11月25日         | 人民公僕                   |
| 加斯东·童桑 （Gaston Tong Sang）            | 2009年11月25日         | 2011年4月1日           | 玻里尼西亞，我們大家的家園 |
| 奧斯卡·特馬魯 （Oscar Temaru）              | 2011年4月1日           | 2013年5月17日          | 人民公僕                   |
| 加斯东·弗洛斯 （Gaston Flosse）             | 2013年5月17日          | 2014年9月5日           | 人民陣線                   |
| 努伊豪·洛雷 （Nuihau Laurey） （代理）      | 2014年9月5日           | 2014年9月12日          | 人民陣線                   |
| 愛德華·弗里奇 （Édouard Fritch）            | 2014年9月12日          | 2023年5月13日          | 人民名单                   |
| 莫埃泰·布拉泽森 （Moetai Brotherson）       | 2023年5月13日          | 现任                   | 人民公僕                   |